# ISO/IEC 7812
ISO / IEC 7812 : la identificación de emisores fue publicada por primera vez por la Organización Internacional de Normalización (ISO) en 1989. Es la norma internacional que especifica "un sistema de numeración para la identificación de los emisores de tarjetas, el formato del número de identificación del emisor (IIN) y el número de cuenta principal (PAN) ", y los procedimientos para registrar los IIN. ISO / IEC 7812 tiene dos partes: 
- Parte 1: sistema de numeración
- Parte 2: procedimientos de solicitud y registro

La autoridad de registro para los números de identificación del emisor (IIN) es la Asociación Americana de Banqueros . 
Un IIN cuenta con actualmente seis dígitos de longitud. El primer dígito es el identificador principal de la industria (MII), seguido de 5 dígitos, que juntos forman el IIN. Este IIN se combina con un número de identificación de cuenta individual y una suma de verificación de un solo dígito.
En 2015, la industria comenzó a trabajar en la implementación de un cambio a ISO 7812 para aumentar la longitud del IIN a 8 dígitos. La revisión de 2017 del estándar define el nuevo IIN de ocho dígitos y describe una línea de tiempo para la conversión de los IIN de seis dígitos existentes a IIN de ocho dígitos.

## Identificador principal de la industria
El primer dígito (líder) del IIN identifica la industria principal del emisor de la tarjeta.
| Valor de dígito MII | Categoría del emisor                                                    |
| ------------------- | ----------------------------------------------------------------------- |
| 0 0                 | ISO / TC 68 y otras tareas de la industria                              |
| 1                   | aerolíneas                                                              |
| 2                   | Asignaciones aéreas, financieras y otras futuras industrias.            |
| 3                   | Viajes y entretenimiento                                                |
| 4 4                 | Banca y financiera                                                      |
| 5 5                 | Banca y financiera                                                      |
| 6 6                 | Comercialización y banca / financiera                                   |
| 7 7                 | Petróleo y otras asignaciones futuras de la industria                   |
| 8                   | Salud, telecomunicaciones y otras asignaciones futuras de la industria. |
| 9 9                 | Para asignación por parte de los organismos nacionales de normalización |

MII 9 ha sido asignado a organismos nacionales de normalización para uso nacional. El primer dígito es un 9 seguido de un código de país numérico de tres dígitos código de país numérico-3 de ISO 3166-1 . Los sistemas nacionales de numeración son gestionados por organismos nacionales de normalización miembros de ISO. El sistema de numeración nacional de EE. UU. Es administrado por el American National Standards Institute . 

## Número de identificación del emisor
Los primeros seis dígitos, incluido el identificador principal de la industria, componen el número de identificador del emisor (IIN) que identifica a la organización emisora. El IIN a veces se denomina "número de identificación bancaria" (BIN). El uso del IIN es mucho más amplio que la identificación de un banco. Los IIN son utilizados por compañías distintas a los bancos. 

### Registro IIN
El "Registro ISO de Números de Identificación de Emisor" oficial no está disponible para el público en general. Solo está disponible para instituciones que tienen IIN publicados en el registro, redes financieras y procesadores. Se requiere que las instituciones firmen un acuerdo de licencia antes de tener acceso al registro. Se conocen varios IIN, especialmente los que representan a los emisores de tarjetas de crédito . 

## Identificación de cuenta individual
En conjunto con el IIN, los emisores de tarjetas asignan un número de cuenta al titular de la tarjeta. El número de cuenta es de longitud variable con un máximo de 12 dígitos cuando se usa junto con un IIN de seis dígitos. Cuando se usa un IIN de ocho dígitos, la longitud total máxima del número de cuenta principal (PAN) permanece en 19 dígitos. El PAN comprende el IIN, el identificador de cuenta individual y el dígito de verificación, por lo que cuando se usa un IIN de ocho dígitos, la longitud máxima de un identificador de cuenta individual solo sería de 10 dígitos. 

## Dígito de control
El último dígito es un dígito de verificación que se calcula utilizando el algoritmo de Luhn, definido en el Anexo B de ISO / IEC 7812-1. 